# Liocranidae
Liocranidae é uma família de aranhas araneomorfas.

## Taxonomia
A família Liocranidae inclui as seguintes subfamílias e géneros:
- Cybaeodinae
  - Cybaeodes Simon, 1878 (Região mediterrânica)
  - Donuea Strand, 1932 (Madagáscar)
  - Hesperocranum Ubick & Platnick, 1991 (Estados Unidos)
  - Heterochemmis F. O. P-Cambridge, 1900 (México)
  - Itatsina Kishida, 1930 (China, Coreia, Japão)
  - Jacaena Thorell, 1897 (Myanmar, Tailândia)
  - Laudetia Gertsch, 1941 (Dominica)

- Liocraninae Simon, 1897
  - Apostenus Westring, 1851 (África, Europa, América do Norte)
  - Argistes Simon, 1897 (Namíbia, Sri Lanka)
  - Coryssiphus Simon, 1903 (Sul da África)
  - Liocranoeca Wunderlich, 1999 (Estados Unidos, Canadá, Europa, Rússia)
  - Liocranum L. Koch, 1866 (Cuba, Europa, Geórgia, Mediterrâneo, Nova Guiné)
  - Liparochrysis Simon, 1909 (Austrália)
  - Mesiotelus Simon, 1897 (Mediterrâneo, Ásia Central, África)
  - Mesobria Simon, 1897 (São Vicente e Grenadinas)
  - Montebello Hogg, 1914 (Austrália)
  - Neoanagraphis Gertsch & Mulaik, 1936 (USA, México)
  - Paratus Simon, 1898 (Sri Lanka)
  - Plynnon Deeleman-Reinhold, 2001 (Bornéu, Samatra)
  - Rhaeboctesis Simon, 1897 (Africa)
  - Scotina Menge, 1873 (Europa, Argélia, Rússia, Malta)
  - Sesieutes Simon, 1897 (Sul da Ásia)
  - Sphingius Thorell, 1890 (Sul da Ásia)
  - Sudharmia Deeleman-Reinhold, 2001 (Samatra)
  - Teutamus Thorell, 1890 (Sul da Ásia)

- incertae sedis
  - Agraecina Simon, 1932 (Mediterrâneo ocidental, Roménia, Canárias)
  - Agroeca Westring, 1861 (Ártico)
  - Andromma Simon, 1893 (África)
  - Brachyanillus Simon, 1913 (Espanha, Argélia)